# Уметничка игра
Уметничка игра (или уметнички плес, понекад и сценска игра или концертна игра) је уметничка форма која користи плес и покрет људског тела као примарно средство изражавања, са намером да се изведе пред публиком у позоришном или сличном јавном контексту. Овај термин служи да разликује плес као извођачку уметност од друштвеног плеса (који је рекреативан и партиципативан), народне или традиционалне игре (која има обредну, друштвену или културно-идентитетску функцију, мада може бити и стилизована за сцену) и других облика функционалног покрета.
Кључне карактеристике уметничке игре су кореографија (осмишљена структура покрета), специјализована плесна техника, извођење пред публиком и естетска или експресивна намера.

## Дефиниција и карактеристике
Уметничка игра се одликује следећим елементима:
- Сценско извођење: Намењена је извођењу пред публиком, обично на позорници или у другом формалном простору.
- Кореографска структура: Покрети су најчешће осмишљени, организовани и увежбани од стране кореографа, иако импровизација може бити саставни део неких савремених форми.
- Техничка обука: Извођачи (плесачи) обично пролазе кроз дуготрајну и ригорозну обуку како би савладали специфичну плесну технику (нпр. балетску, технику Марте Грем, Лимон технику итд.).
- Естетска и експресивна намера: Циљ је да се пренесу емоције, идеје, наративи, апстрактни концепти или да се истраже могућности покрета и форме ради естетског доживљаја.
- Сарадња са другим уметностима: Често се комбинује са музиком, сценографијом, костимографијом, дизајном светла и другим позоришним елементима.

## Главни жанрови и стилови
Под окриљем уметничке игре налазе се бројни жанрови и стилови:
- Балет:
- Класични балет: Високо кодификована форма са специфичном техником (нпр. рад на прстима - en pointe), терминологијом (на француском језику) и репертоаром (нпр. Лабудово језеро, Крцко Орашчић).
- Неокласични балет: Развијен у 20. веку (нпр. Џорџ Баланшин), задржава класичну технику али је ослобађа наратива и строге форме, наглашавајући музикалност и апстракцију.
- Савремени балет: Инкорпорира елементе класичне балетске технике са утицајима модерне и савремене игре.
- Модерна игра: Настала почетком 20. века као побуна против балета, трагајући за слободнијим и експресивнијим покретом. Кључне фигуре су Изадора Данкан, Рут Сен Дени, Тед Шон, Мери Вигман, Марта Грем, Дорис Хамфри, Хосе Лимон. Развијене су бројне специфичне технике.
- Савремена игра: Наставља се на модерну игру (посебно на постмодерни плес 1960-их) и карактерише је еклектицизам, истраживање нових форми покрета, концептуални приступи, често брисање граница између жанрова и употреба импровизације. Значајни ствараоци су Мерс Канингам, Триша Браун, Пина Бауш (чији рад припада и плесном позоришту), Вилијам Форсајт, Јиржи Килијан, Матс Ек, Охад Нахарин и многи други.
- Плесно позориште (Tanztheater): Хибридна форма која спаја плес и позоришне елементе, са нагласком на драмском изразу (нпр. Пина Бауш, Курт Јос).
- Џез плес: Када се изводи у позоришном контексту, као кореографска форма (нпр. рад Боба Фосија, Алвина Ејлија који је комбиновао модерну игру, џез и афричко-америчко наслеђе).
- Степ: Перкусиони плес који се такође изводи као концертна уметничка форма.
- Сценска народна игра: Стилизоване и кореографски обрађене народне игре намењене сценском извођењу (нпр. репертоар ансамбала као што су „Коло“ или „Ладо“).

## Уметничка игра у Србији
У Србији, уметничка игра има дугу традицију, посебно у области балета и сценске народне игре. Главни центри су:
- Балет Народног позоришта у Београду: Најстарија и највећа професионална балетска компанија у земљи.
- Балет Српског народног позоришта у Новом Саду.
- Битеф денс компанија: Компанија савремене игре основана при БИТЕФ театру.
- Балетска школа „Лујо Давичо“ у Београду: Најзначајнија институција за средње балетско образовање.
- Институт за уметничку игру: Приватна високошколска установа у Београду за образовање у области уметничке игре.
- Независна сцена савремене игре: Бројни кореографи, плесачи и трупе које делују независно или кроз организације попут Станице - Сервиса за савремени плес.
- Ансамбл „Коло“: Национални ансамбл који негује сценску народну игру.

## Однос према другим врстама игре
- Друштвени (социјални) плес: Изводи се првенствено ради забаве, дружења и рекреације (нпр. валцер, танго, салса, диско). Учешће је главно, а не гледање.
- Народна (традиционална) игра: Део културне традиције одређене заједнице, често везана за обичаје, обреде или прославе. Изводи се унутар заједнице и преноси генерацијски. Када се обради за сцену, постаје сценска народна игра.
- Ритуална игра: Повезана са религиозним или духовним обредима, има специфичну функцију унутар церемоније.